# Trogulus pharensis
Espèce
Trogulus pharensis est une espèce d'opilions dyspnois de la famille des Trogulidae.

## Distribution
Cette espèce est endémique de Croatie. Elle se rencontre sur Hvar.

## Description
Les mâles mesurent de 4,05 à 4,45 mm et les femelles de 4,8 à 4,85 mm.

## Systématique et taxinomie
Cette espèce a été décrite par Schönhofer et Martens en 2009.

## Étymologie
Son nom d'espèce, composé de phar[os] et du suffixe latin -ensis, « qui vit dans, qui habite », lui a été donné en référence au lieu de sa découverte, Pharos.

## Publication originale
- Schönhofer & Martens, 2009 : « Revision of the genus Trogulus Latreille: the Trogulus hirtus species-group (Opiliones: Trogulidae). » Contributions to Natural History, vol. 12, p. 1143–1187.